# Международный ответный купон

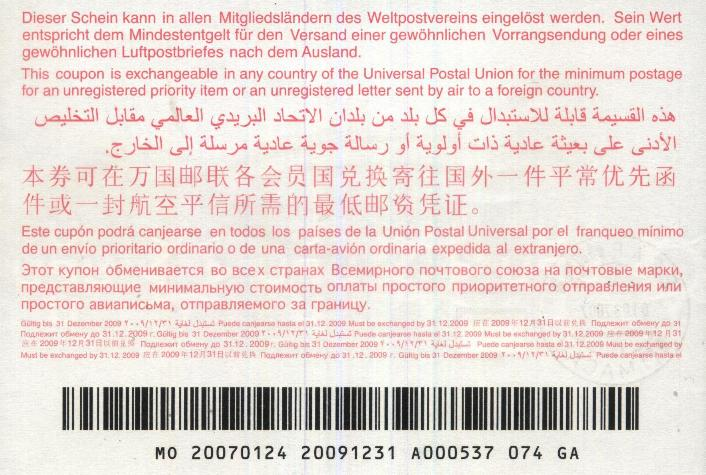
Оборотная сторона купона

Междунаро́дный отве́тный купо́н, сокращённо МОК (фр. coupon-réponse international, CRI; англ. international reply coupon, IRC), — купон, учреждённый Всемирным почтовым союзом (ВПС) для обмена на знаки почтовой оплаты в государствах-членах ВПС. Купон обменивается на почте отправителем письма за границу на одну или более почтовых марок для оплаты минимального почтового сбора. 

## Назначение и применение
Международные ответные купоны распространяются под эгидой ВПС. Так как на сегодняшний день ВПС объединяет 190 стран-членов, а ответные купоны принимаются всеми участниками Союза, механизм МОК фактически охватывает весь мир.
Назначение международного ответного купона — предоставление возможности купившему его лицу послать адресату, который находится в другой стране, письмо вместе с оплатой стоимости пересылки ответного письма. Если адресат находится в той же самой стране, то необходимости в таких купонах нет, поскольку можно выслать оплаченный конверт с обратным адресом. Но если адресат живёт в другой стране, то использование международного ответного купона снимает для него необходимость покупки знаков почтовой оплаты или высылки ему для этой покупки соответствующей валюты. Получатель идёт с ответным письмом на почту, обменивает там уже присланный ему в конверте купон на соответствующее количество марок, наклеивает эти марки на конверт и отсылает его. Таким образом, почтовые расходы несёт инициатор переписки.
Почтовые службы государств-участников ВПС обязаны обменивать такие купоны на знаки почтовой оплаты, но не обязаны продавать их. Все надписи на лицевой стороне купона сделаны на французском языке (как официальном языке ВПС), независимо от страны его выпуска. На обратной стороне купона находится краткий пояснительный текст на шести языках (сверху вниз) — немецком, английском, арабском, китайском, испанском и русском:
Этот купон обменивается во всех странах Всемирного почтового союза на почтовые марки, представляющие минимальную стоимость оплаты простого приоритетного отправления или простого авиаписьма, отправляемого за границу.
Международные ответные купоны охотно используют коллекционеры автографов и этикеток, филателисты, радиолюбители (при отправке друг другу QSL-карточек), даже сочинители — то есть категории лиц, обладающих широким кругом международных знакомств или начинающих обширную международную переписку. Традиционно считается хорошим тоном при письменном обращении к коллеге по занятию вложить такой купон и ожидать ответа почтой.
Купоны можно использовать при переписке с заграничными учебными или научными заведениями, коммерческими компаниями, международными организациями, если отправитель рассчитывает на ответные письма, и т. п. Даже если почтовые расходы заведомо не представляют для адресата большой проблемы или ему почему-то неудобно реализовывать купон, отправка ему МОК — знак того, что отправитель позаботился о комфорте получателя.

## История

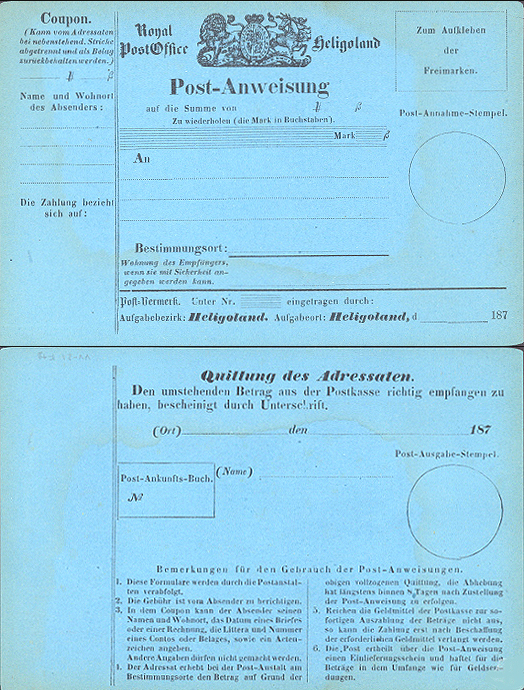
Почтовая карточка с предоплаченным ответом — предшественница международного ответного купона: лицевая и оборотная сторона (Гельголанд, 1870)

Проблема предварительной оплаты почтовой корреспонденции на национальном уровне решалась почтовыми администрациями разными способами. Однако вопрос об унифицированной предварительной оплате ответного письма при пересечении государственных границ оставался открытым. Идеальным вариантом, разумеется, был бы ввод универсальной общемировой почтовой марки. Эта идея впервые была выдвинута перед Всемирным почтовым союзом Артуром Мори в 1897 году — и отклонена.
На парижском конгрессе ВПС 1878 года было заключено соглашение между тринадцатью почтовыми администрациями, в том числе Аргентины, Бельгии, Германии, Испании, Италии, Люксембурга, Норвегии, Нидерландов, Португалии, Румынии, Туниса, Франции и Швейцарии, об использовании почтовых карточек с оплаченным ответом. Однако несогласованная (и принципиально несогласуемая в силу различия суверенитетов) финансовая политика государств, неконтролируемое изменение обменных валютных курсов и спекулятивный риск, который мог из всего этого вытечь, казались непреодолимыми препятствиями.
Выход был найден в учреждении системы международных ответных купонов. Идея их применения была предложена делегацией Великобритании, рассмотрена наряду с конкурировавшими проектами других стран и принята на конгрессе ВПС 1906 года в Риме. Ввод купонов в обращение состоялся 1 октября следующего 1907 года.
В то время международный ответный купон обменивался на простую почтовую марку обычного тарифа, которой оплачивалась наземная пересылка корреспонденции в другое государство, поскольку это было ещё до появления авиапочты. Ныне он обменивается в любом государстве-члене ВПС на знак почтовой оплаты минимального почтового сбора за пересылку приоритетного или простого авиаписьма за границу.

### Изменение дизайна
Международные ответные купоны печатаются в формате, позволяющем без затруднений помещать их в почтовый конверт, на бумаге с водяными знаками и иными средствами защиты и содержат символику ВПС. Внешне за сто лет своего существования они сменили пять основных типов дизайна. Коллекционеры купонов подразделяют их по городам проведения конгрессов ВПС, на которых каждый из типов вводился в международный оборот. В рамках каждого из этих типов существуют разновидности в зависимости от страны выпуска, изменений почтовых тарифов и иных особенностей и нововведений:
- Римский — с 1 октября 1907 года (разновидности Ro1-Ro8).
- Лондонский — с 1 июля 1930 года (разновидности Lo9-Lo17A).
- Венский — с 1 декабря 1965 года (разновидности Vi18-Vi21).
- Лозаннский — с 1 января 1975 года (разновидности La22-La30).
- Пекинский (разновидности Pe31-Pe33):
  - образец № 1 — с 1 января 2002 года,
  - образец № 2 — с 1 июля 2006 года,
  - образец № 2 (юбилейный выпуск) — с 1 февраля 2007 года.

Разновидности, в свою очередь, подразделяются на заводы или «выпуски» — первый, второй и т. д. Таковых обнаруживается 4—7 в пределах каждой.

Примеры международных ответных купонов разных типов (лицевая и оборотная стороны)
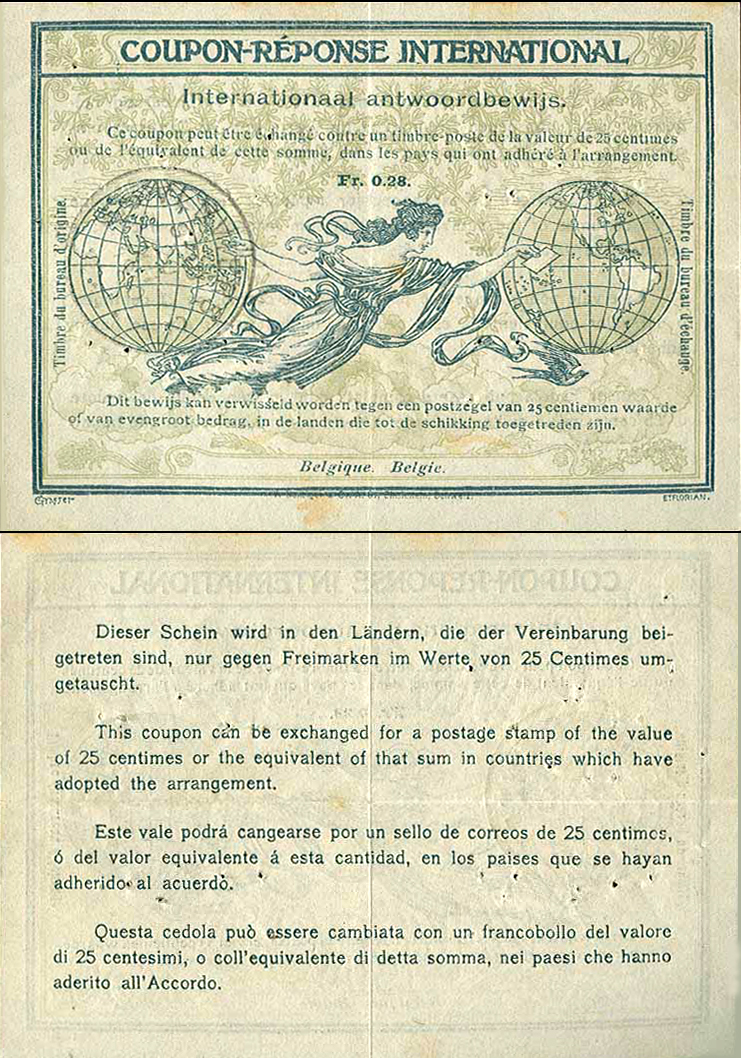
Римского типа (Бельгия, 1907)
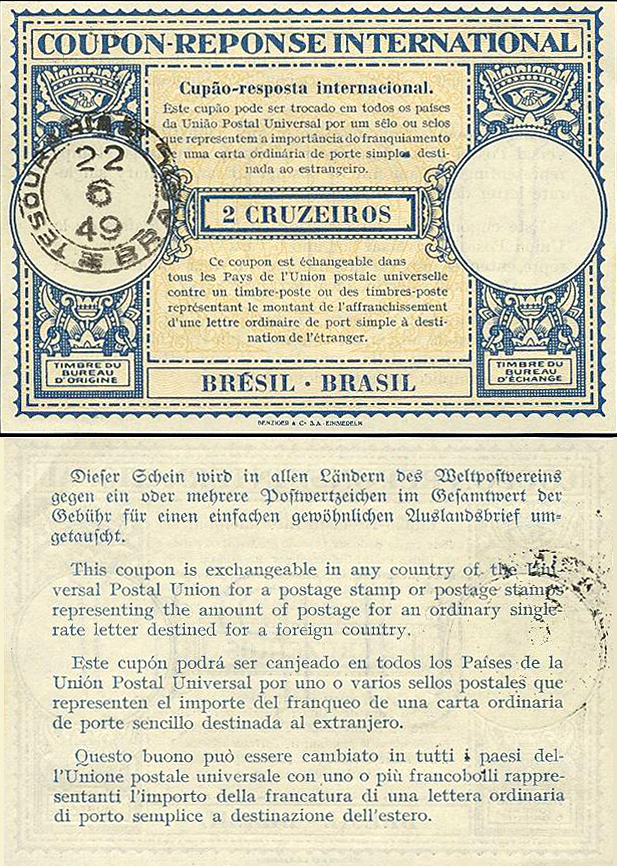
Лондонского типа (Бразилия, 1930)

### Финансовая пирамида Понци
Идея о том, что, сыграв на разнице почтовых тарифов в разных странах при покупке задёшево международных ответных купонов в одной стране для последующего обмена их на почтовые марки на бо́льшую сумму в другой (арбитраж), можно в итоге получить прибыль, легла в основу первой финансовой пирамиды, организованной в 1920-х годах американцем итальянского происхождения Чарльзом Понци (1882—1949), — по так называемой «схеме Понци».
В августе 1919 года один из испанских бизнесменов в письме Чарльзу с запросом о продвижении рекламной публикации приложил международный ответный купон. Увидев купон и выяснив подробности его обращения, Понци обнаружил, что соотношение послевоенных обменных курсов валют позволяет перепродавать купоны, приобретённые в странах большей части Европы, в Соединённых Штатах. Он учредил компанию Securities and Exchange Company и склонил нескольких инвесторов к финансированию предложенной им аферы в обмен на простой вексель, обещая им 50-процентную прибыль от трансатлантической торговли уже через 45 дней.

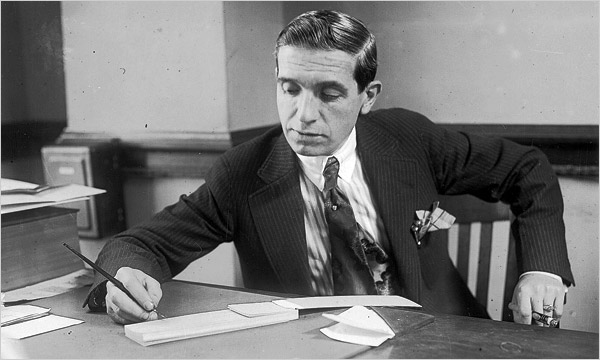
Чарльз Понци (ок. 1920)

На самом же деле это была двойная афера: Понци и не собирался вкладывать инвесторские деньги в скупку европейских купонов. Он утаил от них, что по условиям ВПС того времени международный ответный купон мог быть обменян лишь на почтовые марки, не на наличность, — то есть как инструмент спекуляции купоны не годились. Эти сведения не были секретны: при небольшом желании это смог бы прояснить для себя любой из вкладчиков организованной Чарльзом финансовой пирамиды. Тем не менее к июлю 1920 года Понци получал от них и приходовал по $250 тысяч в день. Ажиотаж подогревался в том числе и прессой (в частности, The Boston Post), публиковавшей оплаченные одобрительные материалы.
Пирамида рухнула лишь после публикации в журнале Post Magazine, подсчитавшем, что для того, чтобы покрыть инвестиции, сделанные его компанией, в обращении должны были бы находиться 160 млн купонов, — а их в те годы было на руках во всём мире всего около 27 тысяч штук. 10 августа 1920 года при закрытии компании Понци федеральные агенты обнаружили, что он действительно не имел никакого инвестиционного запаса купонов.
Понци был арестован, осуждён за мошенничество в отношении федеральной почтовой службы США и заключён в тюрьму. В общей сложности ему удалось обмануть более 17 тысяч вкладчиков. В 1924 году остатки состояния Чарльза Понци были предметом тяжбы в Верховном суде страны со стороны некоторых обманутых им инвесторов. Расследуя дело, председатель суда Уильям Говард Тафт в частности обнародовал, что Понци начинал своё «купонное» предприятие, имея в наличии лишь $150.
С тех времён продажная цена купонов и обменная стоимость марок были скорректированы таким образом, чтобы не оставлять возможности для извлечения прибыли.

### Альтернативные международные проекты

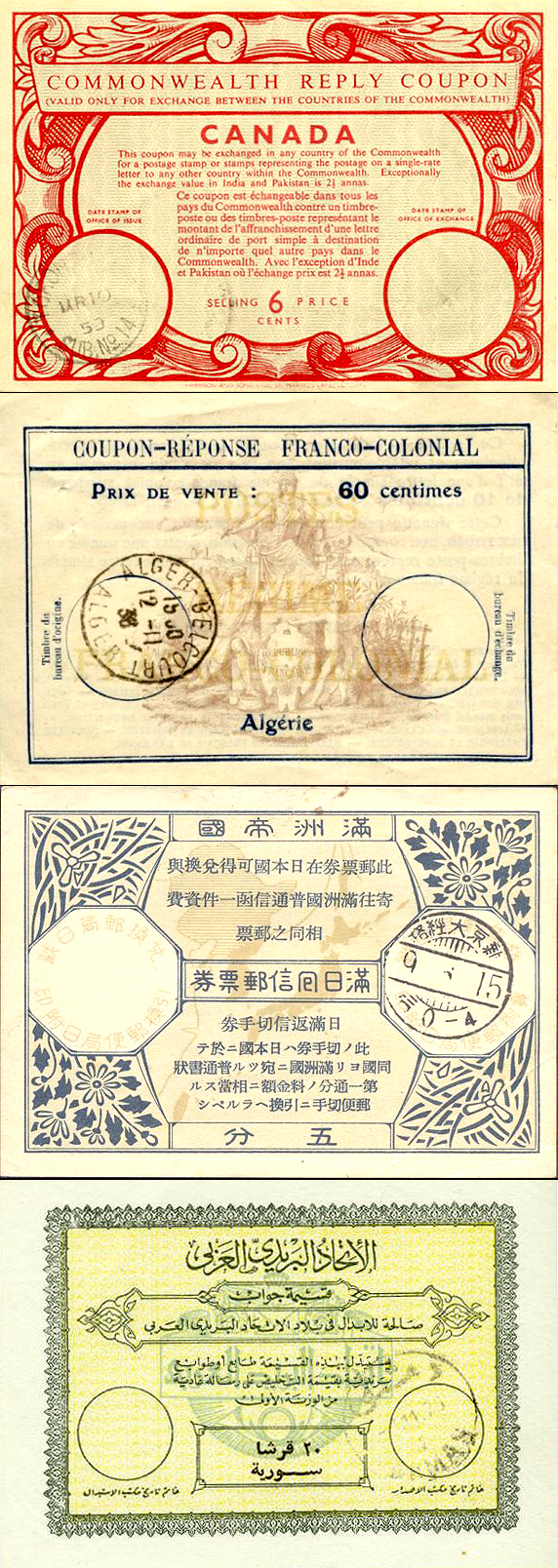
Ответные купоны колониального типа — Канады, Алжира, Маньчжоу-го и Сирии (1930-е — 1950-е)

Идея международного ответного купона оказалась плодотворной: многие колониальные державы переняли успешный опыт ВПС и, будучи не в состоянии по разным причинам (в основном, в силу разницы валют метрополии и различных её колоний, зависимых территорий) ввести в рамках своих колониальных империй универсальную почтовую марку или хотя бы унифицировать почтовые тарифы и набор услуг почты, внедрили альтернативные ответные купоны. Аналогичные проекты реализовывались и странами-членами некоторых региональных почтовых союзов. Правда, не все такие проекты оказались в итоге успешными.
- Франция 1 февраля 1927 года ввела франко-колониальный ответный купон (фр. coupon-réponse franco-colonial), поначалу попросту надпечатывая новое название на обычных купонах ВПС. В дальнейшем французский купон не раз переименовывался. С 1951 года это ответный купон Французского союза (coupon-réponse de l'Union française), с 1959 — ответный купон французского сообщества (coupon-réponse de la Communauté française), а с 1963 года и поныне — просто ответный купон (Е) (coupon-réponse (E)).
- Великобритания с апреля 1927 года распространила в своих зависимых территориях имперский ответный купон (англ. Imperial reply coupon), который с мая 1953 года стал ответным купоном Содружества (Commonwealth reply coupon), а 31 октября 1975 года прекратил своё существование.
- Испания 1 июня 1933 года запустила в своей империи проект колониального ответного купона (исп. Vale de respuesta hispano colonial, позже трансформировавшийся в Vale de respuesta colonias españolas и параллельно учреждённый ответный купон для испанских владений в Марокко (Vale de respuesta zona de protectorado español en Marruecos). С крушением колониальной империи Испании надобность в соответствующих купонах отпала и проекты завершились 15 апреля 1973 года. Она же в рамках Испано-американского почтового союза (UPAE) 1 октября 1937 года ввела в обращение Cupón-respuesta americoespañol. Этот ответный купон распространялся в Бразилии, Колумбии, Коста-Рике, на Кубе, Гаити, в Эквадоре, Гватемале, Гондурасе, Мексике, Панаме, Парагвае, Сальвадоре, Венесуэле, испанских почтовых отделениях в Андорре и Танжере и, разумеется, в самой Испании. 29 февраля 1956 года проект был закрыт.
- Япония предпринимала аналогичные проекты дважды. 26 января 1936 года с Маньчжоу-го (прекращён 8 августа 1945 года в связи с освобождением Маньчжурии советской армией) и 1 июля 1956 года с островами Рюкю, находившимися под американской оккупацией. Этот купон был выведен из обращения 15 мая 1972 года, так как острова были возвращены Японии и стал возможным ввод в оборот обычных почтовых марок этой страны.
- Похожие начинания без особого успеха осуществлялись и в рамках региональных международных почтовых организаций — Арабского почтового союза (APU) в 1956—1992 годах и Западноафриканской конференции почт и телекоммуникаций (CAPTEAO) в 1978—2000 годах.

## Современность
Международные ответные купоны заказываются почтовыми ведомствами в штаб-квартире ВПС в Берне (Швейцария), бо́льшая их часть печатается во Франции и рассылается в соответствии с заявками стран по всему миру. Их можно купить на почтамтах более 70 государств. В развитых странах любое почтовое отделение, где есть достаточный спрос на такие купоны, заказывает и, позже, продаёт их наряду с обычными почтовыми марками. В странах «третьего мира» распространение МОК, как правило, ограничивается главпочтамтами городов. Ежегодно через почтовые отделения стран-членов ВПС реализуется несколько миллионов купонов. Цены на них варьируют от страны к стране (см. таблицу ниже).
Международные ответные купоны действительны лишь ограниченный срок, который с 2002 года обозначается на них явно. Срок действия находящегося ныне в обращении международного ответного купона пекинского образца № 2 (Beijing Model No. 2) истекает 31 декабря 2009 года. Такое ограничение введено лишь в последние годы — ещё в 2001 году был обязательным приём купонов, выпущенных любой страной-членом ВПС с 1975 года. Однако в 2002 году положение изменилось: срок действия стал меньше.
Например, почта США объявила, что выпущенные до 2002 года купоны должны были быть реализованы до 10 октября 2007 года, а выпущенные до 31 декабря 2006 года — до 1 сентября 2008 года, в обоих случаях с дисконтом в 1 цент против обозначенной на них цены. Все купоны, выпущенные в других странах до начала 2007 года, ныне в США недействительны.

## Порядок использования купона
На международном ответном купоне находящегося ныне в обращении пекинского образца № 2 (юбилейный выпуск) предусмотрено два «окошка» — места для штемпелей, слева и справа. В левом окне ставится календарный штемпель при продаже купона в почтовом отделении страны-эмитента либо просто обозначается название этой страны. Купон, проданный вообще без такого штемпеля, тем не менее сохраняет свою силу.
В правом окне ставится штемпель страны, обменивающей его на почтовые марки согласно условиям, изложенным на купоне. Таким образом, он погашается и становится недействительным. На купоне может быть отмечена и его стоимость при продаже (раньше, во времена хождения лозаннского типа дизайна, это делалось в третьем, центральном окошке, ныне специального места для простановки номинала не предусмотрено).
Обычно продажная цена купонов в 2—3 раза превышает стоимость отправки писем за границу из той же страны. В то же время, например, в США при возврате купона, приобретённого ранее на американской же почте, в обмен выдают почтовых марок, как ранее отмечалось, всего на 1 цент меньше, чем сумма, за которую он был приобретён. В Японии аналогичный дисконт составляет 20 иен.
При повышении цен на купоны в некоторых странах иногда могут наклеивать на них дополнительные почтовые марки и нередко сразу же гасить их штемпелем. Это не влияет на статус купона и служит исключительно для обеспечения надлежащего учёта на почте.
Часто пользующиеся купонами лица отмечают, что из-за относительной редкости оказываемой услуги по продаже или приёму купонов почтовые служащие далеко не всегда оказываются компетентны. Одна из наиболее досадных ошибок — простановка штемпеля не в левом, а в правом окошке купона уже при его продаже, что аннулирует его ценность. Иногда они необоснованно отказываются принимать годные купоны, иногда принимают к обмену и негодные. Порой купонов вообще не оказывается в продаже. В этом случае потенциальному покупателю следует обратить внимание персонала почтового отделения на соответствующие инструкции. Например, в США таковыми являются «Инструкции по оказанию международных почтовых услуг». В них, в частности, говорится следующее:

«Ответные купоны могут приниматься почтовыми отделениями тем же порядком, как и почтовые марки. Купоны должны храниться в почтовых отделениях, где на них есть спрос».
Оригинальный текст (англ.)«Reply coupons may be requisitioned by Post Office facilities in the same manner as postage stamps. The coupons should be stocked at Post Office facilities that have a demand for them.»

Правда, иногда встречаются и случаи, когда та или иная почтовая администрация издаёт циркуляры и распоряжения, не соответствующие международным соглашениям и ухудшающие условия, предусмотренные документами ВПС.

### Международный ответный купон в России и СНГ

Международный ответный купон, приобретённый в Республике Беларусь

Согласно формулировке главы I «Правил оказания услуг почтовой связи», утверждённых правительством России в 2005 году и опубликованных на официальном сайте Министерства информационных технологий и связи Российской Федерации, международный ответный купон — это «купон, выпускаемый Международным бюро Всемирного почтового союза, печатаемый на бумаге с водяными знаками, изображающими крупным шрифтом аббревиатуру „UPU“». В более ранней, ныне уже не действующей, редакции Правил от 26 сентября 1997 года к этой формулировке добавлялось, что купон должен был «…как правило, иметь на лицевой стороне оттиск календарного штемпеля иностранной организации почтовой связи, продавшей купон».
Статья 28 главы II Правил устанавливает, что «для оплаты услуг по пересылке международной письменной корреспонденции, отвечающей требованиям, установленным настоящими Правилами, могут быть предъявлены международные ответные купоны, выпускаемые Международным бюро Всемирного почтового союза. Предъявляемые при приеме почтового отправления международные ответные купоны обмениваются на почтовые марки в соответствии с тарифом на пересылку воздушным транспортом одного простого международного письма массой до 20 граммов». Кроме того, статьёй 36 главы 5 Федерального закона РФ «О почтовой связи» установлена ответственность за подделку в целях сбыта и использование заведомо поддельных международных ответных купонов в соответствии с законодательством Российской Федерации.
Российская почтовая администрация в лице ФГУП «Почта России» продажей международных ответных купонов не занимается, что обосновывается положением статьи 142 «Регламента письменной корреспонденции» ВПС, в соответствии с которым иностранные почтовые администрации имеют право продавать международные купоны либо ограничивать их продажу по своему усмотрению.
В отличие от России, почтовые администрации Беларуси, Украины, Казахстана и некоторых других стран СНГ заказывают и продают международные ответные купоны.

### Цены на международные ответные купоны
Цены на международные ответные купоны в тех государствах, где они распространяются, варьируют от страны к стране. Ниже в таблице даны некоторые из них по состоянию на июль 2006 года:
| Страна         | Цена      | Перевод в евро |
| -------------- | --------- | -------------- |
| Австралия      | 2,50 AUD  | 1,46           |
| Австрия        | 1,50 EUR  | 1,50           |
| Армения        | 1350 AMD  | 2,49           |
| Бельгия        | 2,00 EUR  | 2,00           |
| Великобритания | 0,95 GBP  | 1,37           |
| Венгрия        | 420 HUF   | 1,50           |
| Гана           | 10000 GHC | 0,89           |
| Германия       | 2,00 EUR  | 2,00           |
| Гибралтар      | 0,75 GIP  | 1,03           |
| Израиль        | 7,30 NIS  | 1,49           |
| Индия          | 44 INR    | 0,75           |
| Исландия       | 150 ISK   | 1,70           |
| Канада         | 3,50 CAD  | 2,46           |
| Катар          | 4 QAR     | 0,86           |

| Страна    | Цена     | Перевод в евро |
| --------- | -------- | -------------- |
| КНР       | 12 CNY   | 1,23           |
| Литва     | 7,30 LTL | 2,11           |
| Мальта    | 0,42 MTL | 0,98           |
| Непал     | 80 NPR   | 0,98           |
| Нигерия   | 50 NGN   | 0,32           |
| Словения  | 300 SIT  | 1,25           |
| США       | 1,85 USD | 1,45           |
| Филиппины | 45 PHP   | 0,71           |
| Финляндия | 1,7 EUR  | 1,7            |
| Сянган    | 14 HKD   | 1,41           |
| Турция    | 2,25 YTL | 1,15           |
| Швейцария | 2 CHF    | 1,28           |
| Эстония   | 1,3 EUR  | 1,3            |
| Япония    | 150 JPY  | 1,02           |

## Филателистические аспекты
Международные ответные купоны являются привлекательными объектами филателистического коллекционирования. На филателистических выставках они обычно экспонируются среди специализированных коллекций.
Условно ответные купоны иногда относят к цельным вещам, поскольку на них, вплоть до пекинского типа, либо был напечатан номинал, либо предусматривалось место для его впечатывания. Однако сейчас это ушло в прошлое, и однозначная филателистическая классификация МОК может являться предметом дискуссий.